# Camille Martellani
Camille Martellani, né le 16 juillet 1921 à Montréal et mort dans la même ville le 6 mars 2015, est un entrepreneur et homme politique québécois. Il est député à l'Assemblée nationale de la circonscription de Saint-Henri pour l'Union nationale de 1966 à 1970,.